# Malveira e São Miguel de Alcainça
Malveira e São Miguel de Alcainça (oficialmente, União das Freguesias de Malveira e São Miguel de Alcainça) é uma freguesia portuguesa do município de Mafra, com 16,84 km² de área e 9647 habitantes (censo de 2021). A sua densidade populacional é 572,9 hab./km².

## História
Foi criada aquando da reorganização administrativa de 2012/2013, resultando da agregação das antigas freguesias de Malveira e São Miguel de Alcainça.

## Demografia
A população registada nos censos foi:
| Distribuição da População por Grupos Etários | Distribuição da População por Grupos Etários | Distribuição da População por Grupos Etários | Distribuição da População por Grupos Etários | Distribuição da População por Grupos Etários |
| -------------------------------------------- | -------------------------------------------- | -------------------------------------------- | -------------------------------------------- | -------------------------------------------- |
| Ano                                          | 0-14 Anos                                    | 15-24 Anos                                   | 25-64 Anos                                   | > 65 Anos                                    |
| 2001                                         | 843                                          | 719                                          | 3137                                         | 928                                          |
| 2011                                         | 1599                                         | 774                                          | 4795                                         | 1089                                         |
| 2021                                         | 1701                                         | 1063                                         | 5430                                         | 1453                                         |

À data da junção das freguesias, a população registada no censo anterior foi:
| Freguesia atual                                           | Freguesia atual  | Freguesia atual | Freguesias antigas     | Freguesias antigas | Freguesias antigas |
| Freguesia                                                 | População (2011) | Área (km²)      | Freguesia              | População (2011)   | Área (km²)         |
| --------------------------------------------------------- | ---------------- | --------------- | ---------------------- | ------------------ | ------------------ |
| União das Freguesias de Malveira e São Miguel de Alcainça | 8257             | 16,84           | Malveira               | 6493               | 9,78               |
| União das Freguesias de Malveira e São Miguel de Alcainça | 8257             | 16,84           | São Miguel de Alcainça | 1764               | 7,07               |